# Villa rustica (Hucclecote)
Die Villa Rustica bei Hucclecote ist ein ehemaliger römischer Gutshof (Villa rustica) auf der Gemarkung von Hucclecote, einem Vorort von Gloucester in der Grafschaft Gloucestershire, im Südwesten Englands.
Die Villa liegt an einem Abhang des Chosen Hill, eines Ausläufers der Cotswolds. In der Antike lag sie in der römischen Provinz Britannia (Britannien, seit dem vierten Jahrhundert Britannia prima), etwa fünf Kilometer südöstlich von der antiken Stadt und römischen Kolonie Glevum, dem modernen Gloucester, und 300 Meter nördlich der „Ermine Street“, einer wichtigen römischen Straße, die hier Glevum mit Corinium Dobunnorum (Cirencester) verbindet.
Die Villa wurde 1910 bis 1911 von Canon Bazeley ausgegraben, der seine Ergebnisse jedoch nie publizierte. 1933 wurde die Villa nochmals durch Elsie M. Clifford und William Henry Knowles untersucht und die Ergebnisse wurden diesmal veröffentlicht.
Am Ort der Villa gibt es Reste aus der Bronze- und Eisenzeit. Die eigentliche Villa war vom zweiten bis ins fünfte nachchristliche Jahrhundert bewohnt. Ursprünglich bestand sie aus einem Nord-Süd ausgerichteten Bau, der an der Ostseite einen Portikus hatte. Im Laufe der Zeit wurden diverse Räume angebaut. Vor allem erhielt die Villa im Westen ein Bad. Im Süden wurden wohl im vierten Jahrhundert vier Räume ausgebaut und mit Mosaiken ausgestattet. Ganz am Ende des vierten Jahrhunderts wurden die alten Mosaiken durch neue ersetzt, wobei sich unter einem der Mosaiken eine Münze von Theodosius I. fand. Das Mosaik kann daher mit einiger Sicherheit nach 395 n. Chr. datiert werden. Dies ist das späteste datierbare römische Mosaik in Britannien. Die Mosaiken waren alle schlecht erhalten. Nur eines von ihnen ist mit Bild veröffentlicht worden und zeigt ein einfaches geometrisches Muster. Die meisten in der Villa gefundenen Münzen datieren in das vierte Jahrhundert.